# Famille communautaire
La famille communautaire est un système familial ou type d'organisation domestique décrit en anthropologie historique de la famille, et défini par la cohabitation d'au moins deux générations dans le même foyer, et par des coutumes d'héritage partagé de façon égalitaire. Il s'agit souvent d'un système familial patrilinéaire, où le partage égalitaire de l'héritage concerne principalement les fils, et où les fils après leur mariage continuent de résider conjointement avec leurs épouses et enfants au domicile de leurs parents.
Ce concept a été défini au XIXe siècle sous le terme de famille patriarcale par l'ingénieur social Frédéric Le Play comme l'un des trois types familiaux en Europe, à côté de la famille souche et de la famille instable (famille nucléaire pratiquant l'héritage à partage égalitaire). Il a été réactualisé dans les années 1960 par l'historien anglais Peter Laslett, puis par l'école française d'anthropologie historique de la famille (Emmanuel Le Roy Ladurie, André Burguière, Christiane Klapisch-Zuber), avant d'être largement popularisé par l'historien et démographe Emmanuel Todd, dans ses travaux portant sur les systèmes familiaux et leur influence sur les idéologies et les systèmes politiques dans le monde. E.Todd établit un lien structural entre famille communautaire et propension d'une société au communisme.

## Contexte historique
L'approche méthodologique holiste se retrouve dès le XIXe siècle dans les descriptions de l'organisation de la famille par l'ingénieur social Frédéric Le Play, qui s'est particulièrement intéressé au système familial pyrénéen à transmission préciputaire (famille souche), le considérant comme une forme intermédiaire idéale entre la solidarité rigide de la « famille patriarcale » (la famille communautaire d'aujourd'hui) et la « famille instable » (la famille nucléaire à héritage égalitaire aujourd'hui). S'il emploie le terme « organisation familiale » davantage que « de système » (non encore en usage à l'époque), sa formulation sera à l'origine d'une résurgence intellectuelle à partir des années 1960, après un siècle d'oubli. C'est le Cambridge Group for the History of Population and Social Structure, dirigé par Peter Laslett. qui reprend le principe d'étude des systèmes familiaux décrit par Le Play (à partir des recensements et des modalités de transmission du patrimoine), et identifie un autre système, la famille nucléaire (individualiste), largement prédominante en Angleterre mais non décrite par Le Play car beaucoup plus rare sur le continent.
En France, la méthode leplaysienne est reprise à partir des années 1960 d'abord par Jean Yver et Emmanuel Le Roy Ladurie, puis par un nombre croissant d'historiens de la famille au sein du courant naissant de l'anthropologie historique, qui s'inspire des méthodes des ethnologues et de l'analyse structurale de la parenté chez Claude Lévi-Strauss. Les termes de systèmes familiaux ou de structures familiales sont en général employés dans le même sens. C'est l'ethnologue Georges Augustins qui utilise le plus souvent le terme de système, remodelant la classification des types familiaux de Le Play : dans son livre Comment se perpétuer publié en 1989 et devenu un des premiers ouvrages de référence dans le domaine, la famille souche devient le « système à maison » (selon le concept décrit par Lévi-Strauss dans les années 1970), la famille instable le « système à parentèle », et la famille patriarcale (communautaire) le « système à lignage ».

## Interprétation structurale d'Emmanuel Todd
Le rôle matriciel (structural) du groupe domestique dans l'organisation des sociétés avait déjà été établi par Le Play, puis largement repris par les ethnologues des sociétés européennes au point de devenir pour eux une « sorte de truisme ». Il avait cependant été oublié par les historiens, avant d'être réactualisé par Peter Laslett et l'école d'histoire de la famille de Cambridge. Formé à cette école dont il élargit l'approche, Emmanuel Todd établit au début des années 1980 un lien entre l'évolution géographique des structures familiales et celle des grands mouvements de société à travers l'histoire européenne (religions, choix politiques, vie économique, etc). 
Dès la fin des années 1970, Emmanuel Todd est en effet frappé par la coïncidence géographique entre la famille communautaire d'avant la révolution industrielle et l'adoption du communisme au XXe siècle. Il postule un lien entre les deux, thèse qu'il explicite dans son livre La Chute finale en 1976 : au niveau politique, le pouvoir de l’État se substitue facilement à l’autorité du père de la famille communautaire du fait du conditionnement familial; les individus, qui se ressentaient comme égaux devant le partage de l'héritage, poursuivent vis-à-vis du nouvel État cette quête d'égalité et d'autorité. 
Selon Emmanuel Todd, la famille communautaire est le système familial le plus fréquent dans le monde : elle représente plus de 40% de la population mondiale et plus d'un tiers en Europe, selon des chiffres de 1983. Ce système familial est fortement présent dans les grands pays communistes (Chine, Vietnam, Russie, Inde du Nord, Cuba) et dans les régions d'Europe à fort vote ou tradition communiste : Finlande, Balkans (les zadrugas : Bulgarie, Hongrie, Kosovo, Macédoine, Serbie), le nord de la Grèce, le  centre de l'Italie, le sud du Portugal, certains départements français (Nièvre, Allier, le nord du Limousin, Cévennes, l'ouest des Côtes d'Armor). Dans ces régions françaises, la famille communautaire a été décrite sous différents termes comme la frérèche ou la communauté taisible.